# Capucine Motte
Pour les articles homonymes, voir Motte.
Capucine Motte est une romancière née en Belgique en 1971. 

## Biographie

### Carrière
En 2010, Capucine Motte publie son premier roman, La Vraie Vie des jolies filles.
En 2013, elle obtient le Prix Roger-Nimier 2013 pour son roman Apollinaria : une passion russe, une biographie d'Apollinaria Souslova, la maitresse de Dostoïevski,.
En 2015, elle crée avec Nelly Alard le prix littéraire Anaïs-Nin,. Le prix, tourné vers le monde anglo-saxon, est décerné pour la première fois le 26 janvier 2015 au restaurant parisien Victoria 1836.

## Œuvres
- La Vraie Vie des jolies filles, Éditions Jean-Claude Lattès, Paris, 2010, 301 p.  (ISBN 978-2-7096-3456-4)[1],[6]
- Apollinaria : une passion russe, Éditions Jean-Claude Lattès, Paris, 2013, 296 p.  (ISBN 978-2-7096-3631-5)[3]

- Prix Roger-Nimier 2013

## Prix et distinctions
- 2013 : Prix Roger-Nimier pour Apollinaria : une passion russe